# La Rose du crime
Pour plus de détails, voir Fiche technique et Distribution.
La Rose du crime est un film dramatique américain réalisé par Gregory Ratoff, sorti le 30 mai 1947 aux États-Unis. 

## Synopsis
La jeune et jolie Rose Lynton est danseuse de cabaret, à Londres, à la fin du XIXe siècle. Elle travaille avec Daisy Arro et vit dans la même pension de famille. Rose remarque vite que Daisy a une liaison avec un homme élégant et riche qu'elle voit un jour descendre l'escalier de la pension en toute hâte . Juste après, elle découvre Daisy empoisonnée, une Bible est ouverte sur la table de chevet, une rose posée entre les 2 pages. Grâce à l'aide d'un cocher de fiacre elle retrouve la trace de l'amant : Michael Drego. Son premier réflexe est de le dénoncer à la police, le second de le faire chanter. Michael Drego lui donne une grosse somme d'argent, mais en échange de son silence Rose Lynton exige bien autre chose : passer une semaine dans le manoir de Drego et y être traitée en lady. Drego l'y emmène : elle y fait la connaissance de l'altière Lady Drego et de la jeune fiancée de celui qu'elle suppose être l'assassin. Ce séjour enchanteur, où se noue une idylle entre Rose et Michael, permettra de découvrir - avec l'aide d'un détective paresseux et amateur de fleurs - l'identité du véritable meurtrier. Ce film vaut surtout par l'interprétation de Peggy Cummins, charmante en ingénue des faubourgs, et d'Ethel Barrymore, inquiétante mère abusive.

## Fiche technique
- Titre original : Moss Rose
- Titre français : La Rose du crime
- Réalisation : Gregory Ratoff
- Scénario : Niven Busch (adaptation), Jules Furthman, Tom Reed, d'après le roman The Crime of Laura Saurelle de Joseph Shearing
- Direction artistique : Richard Day et Mark-Lee Kirk
- Costumes : René Hubert
- Photographie : Joseph MacDonald
- Montage : James B. Clark
- Musique : David Buttolph
- Société de production et de distribution : 20th Century Fox
- Pays de production :  États-Unis
- Langue originale : anglais
- Format : noir et blanc – 35 mm – 1,37:1 – mono
- Genre : thriller
- Durée : 82 minutes
- Dates de sortie : 
  - États-Unis : 30 mai 1947
  - France : 28 janvier 1949

## Distribution
- Peggy Cummins : Belle Adair, alias Rose Lynton
- Victor Mature : Michael Drego
- Ethel Barrymore : Lady Margaret Drego
- Vincent Price : Inspecteur de police R. Clinner
- Margo Woode : Daisy Arro
- George Zucco : Craxton
- Patricia Medina : Audrey Ashton
- Rhys Williams : inspecteur-adjoint Evans

Acteurs non crédités :
- Leonard Carey : Coroner
- Patrick O'Moore : George Gilby
- Francis Pierlot : Conducteur de train